# Walter Birnbaum (Theologe)
Friedrich Walter Birnbaum (* 6. April 1893 in Coswig (Sachsen); † 24. Januar 1987 in München) war ein deutscher evangelischer Theologe und Hochschullehrer. In der Zeit des Nationalsozialismus war er Mitglied der Deutschen Christen. Von 1935 bis 1961 wirkte er als ordentlicher Professor für Praktische Theologie an der Universität Göttingen.

## Leben

### Familie, Studium und Berufstätigkeit
Walter Birnbaum war Sohn von Alma Birnbaum, geborene Ludewig, und des als Bahnhofsvorsteher tätigen Eisenbahnbeamten Friedrich Birnbaum. Er legte sein Abitur in Dresden ab und studierte Evangelische Theologie an den Universitäten Tübingen und Leipzig. Er gehörte der Deutschen Christlichen Studentenvereinigung an und meldete sich 1914 als Kriegsfreiwilliger zum Heeresdienst und wurde Hilfssanitäter. Im Jahre 1918 absolvierte er ein Vikariat in Bernstadt a. d. Eigen (Oberlausitz). Ab 1921 bildete er sich am Predigerkolleg St. Pauli in Leipzig fort. Er war bis 1924 Pfarrer in Radeberg. 1926 scheiterte er in der mündlichen Lizentiatsprüfung, während seine schriftliche Arbeit von der Universität Leipzig angenommen wurde (Die katholische liturgische Bewegung: Darstellung und Kritik). Er heiratete 1922 die in Leipzig studierende Charlotte Kaiser, spätere Übersetzerin und Schriftstellerin. Sie starb 1981.
Gedrängt von wirtschaftlichen Nöten, bewarb sich Birnbaum beim Rauhen Haus in Hamburg, wo er Geschäftsführer der Wichern-Vereinigung im Rauhen Haus wurde und die Vereinigung von 1924 bis 1934 leitete. In seiner Autobiographie beschrieb er, wie er mit anderen Mitarbeitern bei volksmissionarischen Aktionen in entkirchlichte Orte und Dörfer gefahren sei, um Angehörige enttäuschter Arbeiterkreise für die Kirche zurückzugewinnen. Dabei soll es zu wilden Diskussionen mit Kommunisten und Freidenkern in Hamburger Arbeitervierteln gekommen sein.

### Kirchenpolitische Tätigkeit
Nach der Machtübernahme der Nationalsozialisten 1933 trat er der Bewegung der Deutschen Christen (DC) bei. Rückblickend begründete er diesen Schritt damit, dass er in der Situation von 1933 große volksmissionarische Chancen gesehen habe. Ende 1933 gehörte er zur Reichsleitung der DC. Im April 1934 wurde er Oberkirchenrat in der Reichskirchenregierung mit Sitz in Berlin, wo er August Jäger direkt unterstellt war. Als Oberkirchenrat bis 1935 organisierte Birnbaum die Trauerfeier für Reichspräsident Paul von Hindenburg und die Amtseinführung des Reichsbischofs Ludwig Müller. Jägers Nachfolger Werner war mit Birnbaums Arbeit unzufrieden und warf ihm „Unregelmäßigkeiten“ vor.
Birnbaum bestritt eine Mitgliedschaft in der NSDAP und es liegt lediglich eine Nachkriegsaufstellung von Lehrkräften der Universität Göttingen vor, in der er als Mitglied genannt wird, allerdings ohne Mitgliedsnummer oder weitere Quellen. Einer potentiellen Mitgliedschaft steht klar entgegen, dass er mehrfach von NS-Stellen explizit als Nicht-Mitglied bezeichnet wurde, zuletzt im Mai 1944.

### Professur in Göttingen
Nachdem der Lehrstuhl für Praktische Theologie an der Georg-August-Universität Göttingen einige Zeit vakant war, setzte sich Emanuel Hirsch als Dekan der Theologischen Fakultät 1935 im Reichserziehungsministerium für die Berufung des ihm persönlich bekannten Birnbaum ein. Im Anschluss daran bot das Ministerium am 20. März 1935 die Göttinger Professur als Ordinarius für Praktische Theologie an. Was das Fach Praktische Theologie beinhaltete, war Birnbaum nach eigenen Angaben bis dahin gar nicht bekannt. Im April 1935 trat Birnbaum provisorisch die Göttinger Professur an, ohne promoviert zu sein oder sich habilitiert zu haben. Die Fakultät wurde lediglich über diese Stellenbesetzung informiert. Zahlreiche Studenten beschwerten sich über Birnbaums Lehrveranstaltungen beim Landeskirchenamt in Hannover, weil diese konfus seien und den Nationalsozialismus geradezu „vergötterten“. Studenten, die der Bekennenden Kirche nahestanden, organisierten ein homiletisches Seminar, das der Dozent Hoffmann halten sollte und das eine Alternative zu Birnbaums Lehrveranstaltungen bilden sollte. Als Dekan gelang es Hirsch, diese Aktivitäten weitgehend zu unterdrücken.
Im Jahre 1939 erklärte er seine Mitarbeit am Institut zur Erforschung und Beseitigung des jüdischen Einflusses auf das deutsche kirchliche Leben. Während des Zweiten Weltkrieges hielt er auf Wunsch Hermann Görings Vorträge vor Wehrmachtssoldaten. Im Wintersemester 1941/42 hielt Birnbaum an der Universität Göttingen eine Vorlesung mit dem Titel: „Bolschewistische Weltanschauung als prinzipielles Gottlosentum,“ die sich an Studenten aller Fakultäten wandte. Er hielt vielerorts Vorträge über den Bolschewismus und hatte das Privileg von Erholungsreisen nach Holland, Belgien und Frankreich. Gegen Kriegsende kehrte er nach Göttingen zurück und war hier mit kriegsbezogenen Verwaltungsaufgaben beschäftigt. Beispielsweise hatte er als Luftschutzkommissar die Aufgabe, wertvolle Materialien der Universität sicher zu lagern.
Am 8. April 1945 war Göttingen unter der Kontrolle amerikanischer Gruppen. Birnbaum sprach in den folgenden Monaten sowohl bei Major Beattie (in der britischen Militärregierung zuständig für das Erziehungswesen) als auch bei Landesbischof August Marahrens vor, um seine Emeritierung zu erreichen und auf diese Weise seine Entlassung zu umgehen. Die Entlassung erfolgte dennoch am 17. September 1945. Im Januar 1946 versuchte er, die Entlassung in eine Pensionierung umwandeln zu lassen, was ihm einen Teil der Ruhestandsbezüge gesichert hätte. Zwei Entnazifizierungsausschüsse stuften Birnbaum 1946 und 1947 in die Gruppe III ein. Dadurch hatte er Lehr- und Publikationsverbot.
Im Jahre 1948 war Birnbaum Mitgründer des Verbandes der amtsverdrängten Hochschullehrer, dessen Vorstand er auch angehörte. Als 131er erhielt Birnbaum 1951 seine Versorgungsansprüche zurück, jedoch ohne Zuordnung zu einer Fakultät. Die Göttinger Theologische Fakultät war nicht bereit, ihn wieder aufzunehmen. Trotz schmaler rechtlicher Basis waren die Dekane Hermann Dörries und Walther Zimmerli mit dieser Weigerung erfolgreich. Birnbaum versuchte, in Göttingen Vorträge anzubieten; die soziale Ächtung bewirkte jedoch, dass er 1958 nach München zog.
Birnbaums Emeritierung erfolgte 1965. Obwohl er von 1952 bis 1961 sein volles Professorengehalt bezog und danach eine Emerituspension, sah er sich als Opfer staatlichen Unrechts. 1973 schrieb er in seiner Autobiografie, keinesfalls dürfe die Kirche „ein allgemeines Sammelsurium rassisch nicht Integrierbarer im Volke“ sein.
In der Sowjetischen Besatzungszone wurde Birnbaums Schrift Das Wesen der Gemeinde und ihre heute notwendige Gestalt, in der Deutschen Demokratischen Republik sein Wider die Front des Gottlosentums auf die Liste der auszusondernden Literatur gesetzt.

## Schriften
Von und in Beteiligung mit Walter Birnbaum aus dem Katalog der Deutschen Nationalbibliothek (chronologisch):
- Sokrates wird niemals sterben : Bühnenhandlung um Sokrates von Athen. M. Freudenberger, Faulbach am Main 1983
- Organisches Denken als Weg in die Zukunft. Katzmann, Tübingen 1982
- Sokrates: Urbild abendländischen Denkens. Musterschmidt, Göttingen/Zürich/Frankfurt (Main) 1973.
- Zeuge meiner Zeit : Aussagen zu 1912–1972. Musterschmidt, Göttingen´/Frankfurt [Main]/Zürich 1973.
- Theologische Wandlungen von Schleiermacher bis Karl Barth : Eine enzyklopäd. Studie z. prakt. Theologie. Katzmann, Tübingen 1963
- Christenheit in Sowjetrussland : Was wissen wir von ihr? Katzmann, Tübingen 1961
- Organisches Denken als Weg in die Zukunft. Vortrag zur Feier des 85. Geburtstages von Albert Schweitzer. [am 14. Januar 1960 in München] Mohr (Siebeck), Tübingen 1960; weitere Ausgabe 1982.
- Das Kreuz unter Palmen : Ein Bericht über d. Missionsarbeit auf d. Admiralitätsinseln in d. Jahren 1939-1953. Buchh. d. Liebenzeller Mission, Bad Liebenzell (Württ.) 1953
- Das unverbrüchliche Gesetz im Tod des Sokrates. Göttinger Verlagsanstalt, Göttingen 1953
- Du und Deine Kirche : Ein Wort an Junge Menschen. Agentur d. Rauhen Hauses, Hamburg [1940]
- Die freien Organisationen der deutschen evangelischen Kirche : Ursprung, Kräfte u. Bindgn, Wirkensformen. Kohlhammer, Stuttgart 1939
- Das Wesen der Gemeinde und ihre heute notwendige Gestalt. Winter, Gnadenfrei 1936
- Der Weg der Deutschen Christen zu deutschem Christentum : Predigt zum Morgen-Gottesdienst sowie Vorträge zur Landesschulungstagung d. Dt. Christen in Dresden am 24. Juni 1934. Deutsch-christl. Verl., Dresden 1934
- Wichern, ein Mann für unsere Tage. Wichern-Vereinigung zur Weckg u. Förderg christl. Volkslebens, Hamburg 1933
- als Hrsg.: Von Dorf zu Dorf im Evangeliumswagen : Neue Wege d. Wortverkündigung. Salzer, Heilbronn 1933
- Wider die Front des Gottlosentums : Abwehr oder Verkündigung? Stiftungsverl., Potsdam 1932
- Wider die Front des Gottlosentums : Abwehr oder Verkündigung? Stiftungsverl., Potsdam 1931
- Hünefeld : Ein Leben d. Tat. Ernte-Verl., Potsdam 1931
- Hünefeld : ein Leben d. Tat : [Geleitw.: Kronprinz Wilhelm]. Ernte-Verlag, Potsdam 1930
- als Hrsg.: Wichern, Johann Hinrich: Tagebuchblätter der Liebe : Aus Wicherns Brautbriefen. Agentur d. Rauhen Hauses, Hamburg 1929
- Trutz Tod! : Des jungen Hünefeld Werden u. Weg. Ernte-Verlag, Potsdam 1929
- Immermann, Marianne: Eine deutsche Frau : Briefe an e. engl. Freund von Marianne Wolff. [Hrsg. in Verb. mit Walter Birnbaum von Felix Wolff.] Ernte-Verlag, Hamburg 1928
- Du und deine Kirche : Ein Wort an junge Menschen. Agentur d. Rauhen Hauses, Hamburg 1928
- Die deutsche Republik im Spiegel ihrer Verfassung : Für Schule u. Haus. [bearb. von Friedrich Walter = Friedrich Walter Birnbaum.] Konkordia A.G., Bühl Baden 1927
- Die neue Sprache in der Wortverkündigung. Agentur des Rauhen Hauses, Hamburg [1926]
- Die katholische liturgische Bewegung : Darstellg u. Kritik. C. Bertelsmann, Gütersloh 1926
- Immermann, Marianne: Marianne Wolff geborene Niemeyer, die Witwe Karl Immermanns : Leben u. Briefe. [Hrsg. in Verb. mit Walter Birnbaum von Felix Wolff.] Ernte-Verlag, Hamburg 1925
- Der Vertrag von Versailles : Für d. deutsche Jugend. [dargest. von Friedrich Walter.] Konkordia A.G., Bühl Baden 1925
- Prény, Mousson, Priesterwald : Was ich euch davon zu erzählen weiß ... ; Vortrag geh. vor Kameraden in Feindesland am 18. Aug. 1916. [von Friedrich Walter.] Appelhans, Braunschweig 1916
- Das ebene Problem des schlagenden Flügels. o. O., o. J.
- Das Kultusproblem und die liturgischen Bewegungen des 20. Jahrhunderts. [2 Bde.] Katzmann, Tübingen o. J.
- als Hrsg.: Taten mit Gott : Berichte und Bilder vom Kampfplatz d. Evangeliums. Salzer, Heilbronn o. J.